# Рецепт за љубав (ТВ серија из 2021)
Рецепт за љубав (тур. Aşkın Tarifi) турска је телевизијска серија, снимана 2021. године.
У Србији је емитовала Прва српска телевизија од 18. септембра до 10. новембра 2023. године.

## Радња
Главном кувару скромног кебаб ресторана Фирату (Кадир Доглу) живот се мења из корена када послуша савете доктора за Љубав (Алпер Салдиран) који има своју емисију на телевизији.
Пут одводи страственог Фирата у леп француски ресторан, а тамо он поново октрива своју љубав према укусима Француске. Фират тако упознаје и власницу локала, прелепу Наз Сојлер (Сера Аритурк). Његово кулинарско искуство савршено спаја источну и западну кухињу, а у свом кувару, има све рецепте осим оног најважнијег — рецепта за љубав.

## Улоге
| Глумац             | Улога            |
| ------------------ | ---------------- |
| Кадир Догулу       | Фират Карасу     |
| Сера Аритурк       | Наз Сојлер       |
| Алпер Салдиран     | Тајлан Гунебакан |
| Јасемин Баштан     | Султан Јилмаз    |
| Џем Давран         | Хазим Сојлер     |
| Уму Путгул         | Гулендам Карагун |
| Идил Сивритепе     | Шебнем           |
| Атакан Јилмаз      | Мирза            |
| Елиф Мелда Јилмаз  | Феза Сојлер      |
| Мехмет Шекер       | Ергин            |
| Беран Озел         | Асуман           |
| Дениз Гуркан       | Севи Јилмаз      |
| Гокхан Нигдели     | Кандемир         |
| Толгар Озалтиндере | Бора Гунебакан   |
| Онур Јакиџи        | Гокхан           |
| Батухан Бајир      | Ерај             |
| Селим Акгул        | Атила            |
| Шевкет Чапкиноглу  | Сердал Оз        |

## Епизоде
| Сезона | Сезона | Епизоде | Епизоде | Емитовање у Турској | Емитовање у Турској | Емитовање у Турској | Емитовање у Србији  | Емитовање у Србији | Емитовање у Србији |
| Сезона | Сезона | Турска  | Србија  | Премијера           | Финале              | Мрежа               | Премијера           | Финале             | Мрежа              |
| ------ | ------ | ------- | ------- | ------------------- | ------------------- | ------------------- | ------------------- | ------------------ | ------------------ |
|        | 1.     | 13      | 39      | 7. јун 2021.        | 6. септембар 2021.  |                     | 18. септембар 2023. | 10. новембар 2023. |                    |